# Steve Baker
Steve Baker (ur. 25 czerwca 1963 w Adelaide) – australijski żużlowiec, występujący również na długim torze.

## Życiorys
W 1983 r. zdobył w Lonigo złoty medal indywidualnych mistrzostw świata juniorów. W 1987 r. zdobył w Mildurze srebrny medal indywidualnych mistrzostw Australii. W 1987 r. wystąpił w Pardubicach w finale mistrzostw świata par, zajmując wspólnie ze Steve'em Regelingiem VII miejsce. W 1987 r. wystąpił w finale indywidualnych mistrzostw świata na długim torze, zajmując w Mühldorf am Inn VIII miejsce. W 1986 r. zwyciężył w memoriale Luboša Tomíčka w Pradze.

## Przynależność klubowa
Wielka Brytania
- Halifax Dukes (1981–1984)
- Sheffield Tigers (1985)
- King’s Lynn Stars (1985)

## Osiągnięcia
Indywidualne mistrzostwa Australii
- 1984 Mildura 7. miejsce
- 1985 Ayr 10. miejsce
- 1986 Ayr 5. miejsce
- 1987 Mildura 2. miejsce

Indywidualne mistrzostwa świata juniorów
- 1983 -  Lonigo - złoty medal - 13 pkt → wyniki